# St. Martin (Bingen)

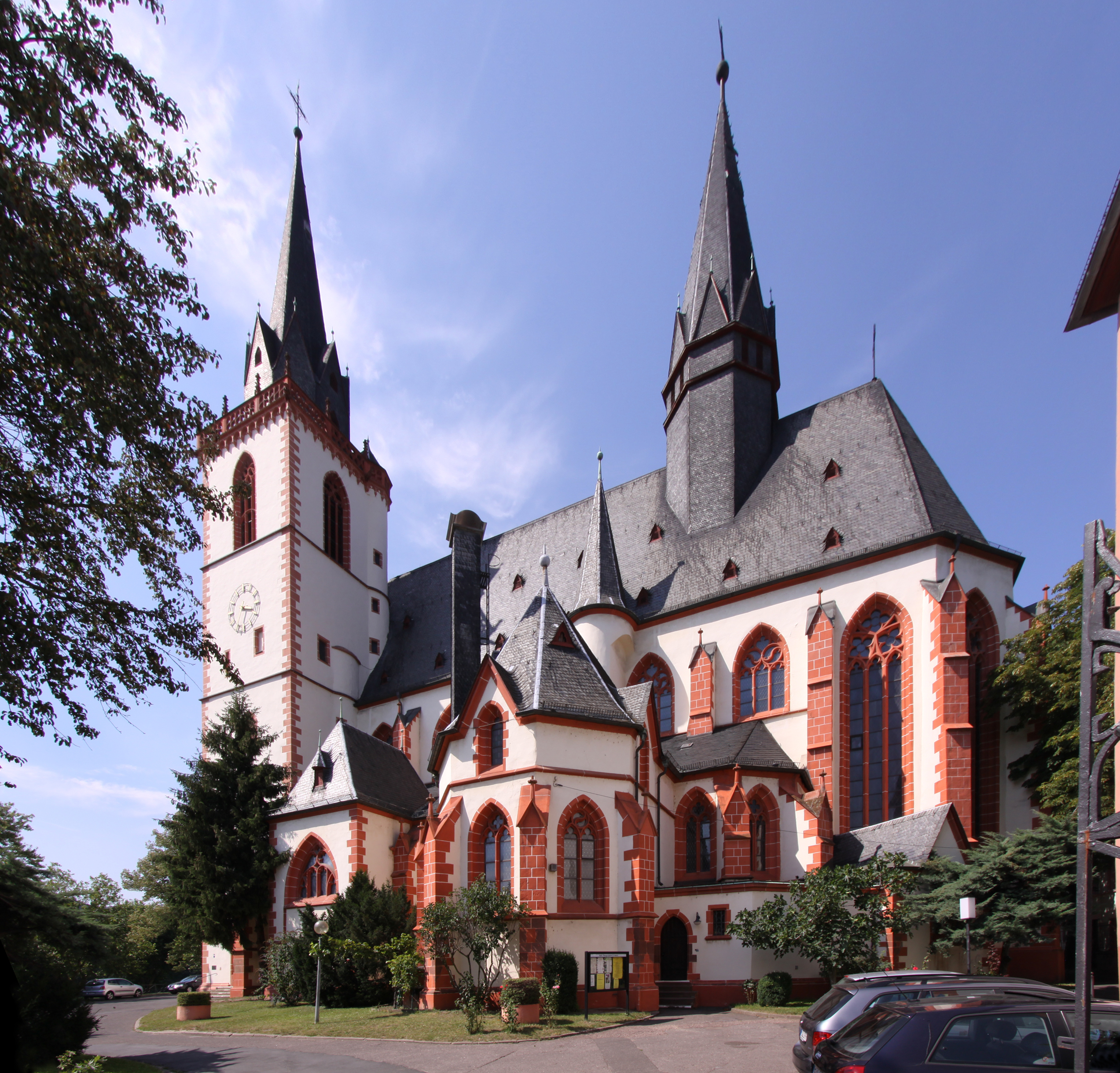
Kirche von Süden

Die Basilika St. Martin ist eine römisch-katholische Kirche in Bingen am Rhein in Rheinland-Pfalz am Ufer der Nahe.
Seit 2002 ist die Kirche Teil des UNESCO-Welterbes Oberes Mittelrheintal, des Weiteren ist sie ein geschütztes Kulturgut nach der Haager Konvention.

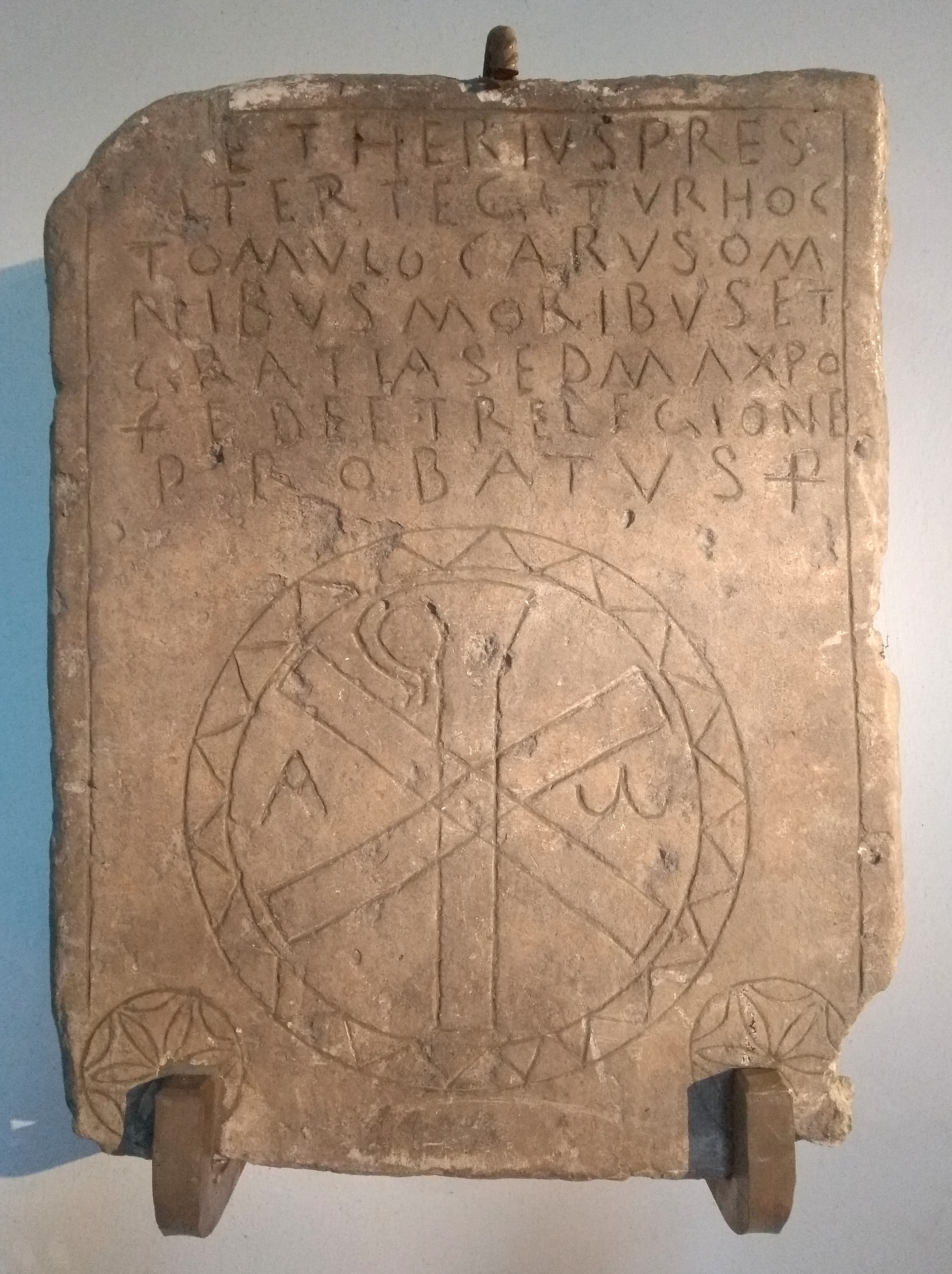
Spätantiker Grabstein des Priesters Aetherius, heute in der Kirche ausgestellt

## Geschichte
Die ersten Hinweise auf christliches Leben in Bingen stammen aus dem 5. und 6. Jahrhundert. Aus dieser Zeit stammt beispielsweise der Grabstein des Priesters Aetherius, der heute in der Kirche ausgestellt ist. Bei archäologischen Ausgrabungen in der Krypta von St. Martin wurde ein Stück eines antiken Altars gefunden, woraus die Theorie abgeleitet wurde, dass an der Stelle des späteren christlichen Gotteshauses in römischer Zeit ein Tempel gestanden habe. An Flussübergängen wäre für die antike Zeit beispielsweise ein Heiligtum des Gottes Mercurius plausibel. Allerdings lässt das gefundene Steinstück solche Deutungen nicht sicher zu, zumal auch die Möglichkeit besteht, dass es ursprünglich an einer anderen Stelle Bingens verbaut war und erst in späterer Zeit in die Krypta der Kirche gelangte. Als erste Erwähnung der Kirche in schriftlichen Quellen gilt eine Urkunde aus dem Jahr 793, die allerdings nur belegt, dass ein Landstück bei Bingen einer Einrichtung gehörte, die unter der Schutzherrschaft des heiligen Martin stand. Dass es sich dabei um die heutige Kirche St. Martin handelt, ist möglich, aber nicht beweisbar.

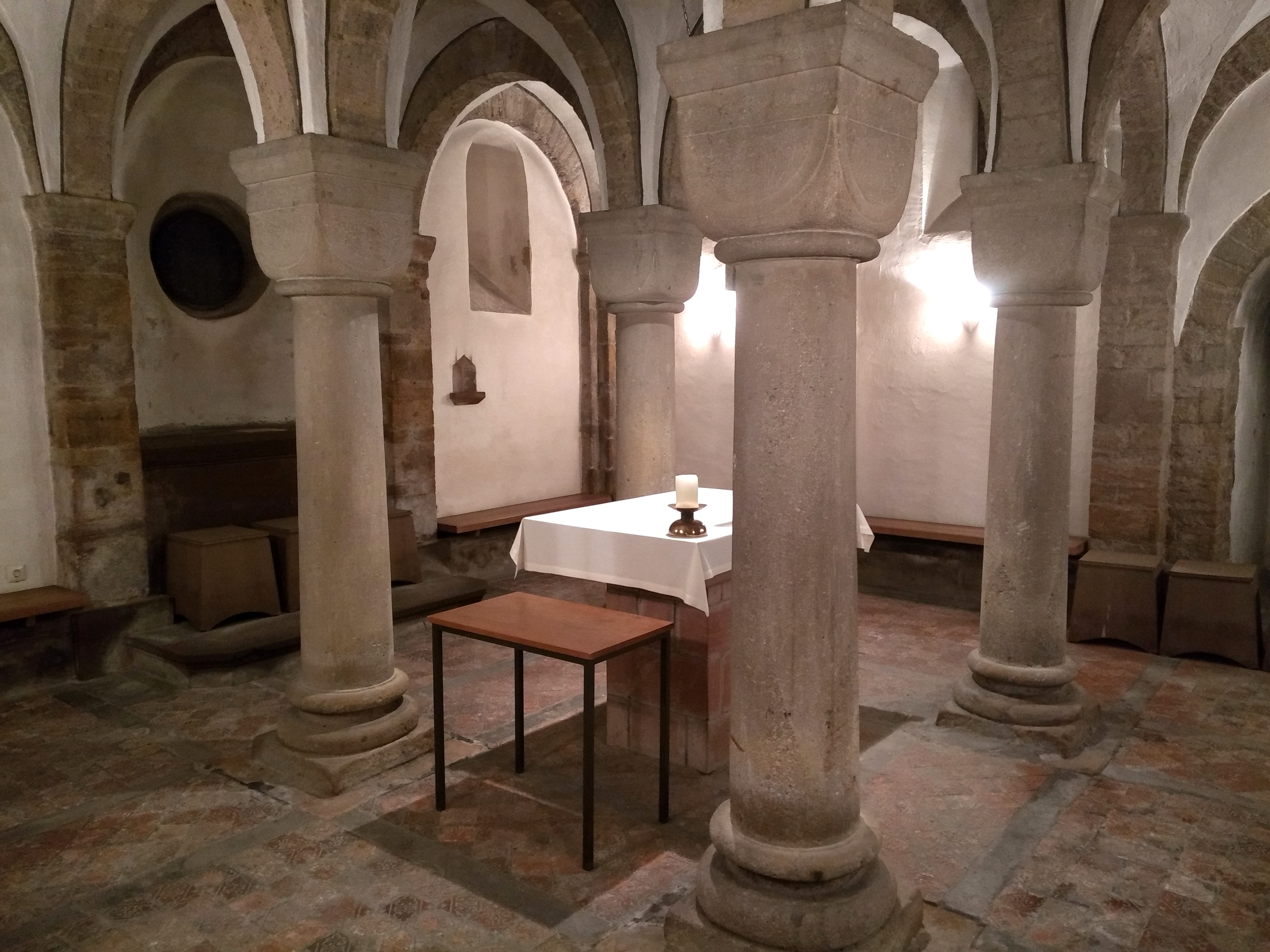
Krypta von St. Martin

Der erste sichere Nachweis für die Existenz des heutigen Gotteshauses ist eine Urkunde des Erzbischofs Willigis von Mainz aus dem Jahr 1006, in der von dem Stift St. Martin in Bingen die Rede ist. Dessen Stiftskirche war St. Martin bis zur Aufgabe des Stiftes am Ende des 16. Jahrhunderts beziehungsweise bis zur formellen Aufgabe im Jahr 1672. Wann das Stift gegründet wurde, geht aus den erhaltenen Quellen allerdings nicht hervor, lediglich das Jahr 1006 ist als spätestmöglicher Zeitpunkt gesichert. Von der frühromanischen Basilika ist noch die Krypta aus dem mittleren 11. Jahrhundert erhalten, deren Kreuzgratgewölbe von vier Steinsäulen mit Würfelkapitellen getragen wird. Eine Säulenbasis, die bei Ausgrabungen 1925 freigelegt wurde, deutet darauf hin, dass etwa zeitgleich zu dieser Krypta auch ein Neubau des kompletten restlichen Gotteshauses erfolgte.
Bei einem großen Stadtbrand im August 1403 brannte dieser Kirchenbau ab. Einzig die Krypta blieb erhalten und wurde in den 1416 geweihten gotischen, ursprünglich einschiffigen Neubau integriert. In diesem war bis 1657 der Stiftschor durch einen Lettner von dem restlichen Kirchenraum, der für die Laien geöffnet war, abgetrennt. Im Jahr 1417 vereinigte der Mainzer Erzbischof Johann II. von Nassau die mit der Bethlehemskapelle auf dem Rochusberg verbundenen Stiftungen mit dem Stift, das durch den Brand völlig verarmt war. In den folgenden Jahren wurden die Seitenschiffe fertiggestellt. Das nördliche wurde in der Zeit um 1500 durch den zweischiffigen, spätgotischen „Barbarabau“ ersetzt, der als Pfarrkirche diente. Diese Baumaßnahme wird in der Literatur häufig ohne Quellengrundlage in die Jahre 1502–1505 datiert, dürfte in Wirklichkeit aber deutlich länger gedauert haben und könnte möglicherweise 1510/1511 zum Abschluss gebracht worden sein (darauf deutet zumindest eine Angabe in den Binger Annalen hin).

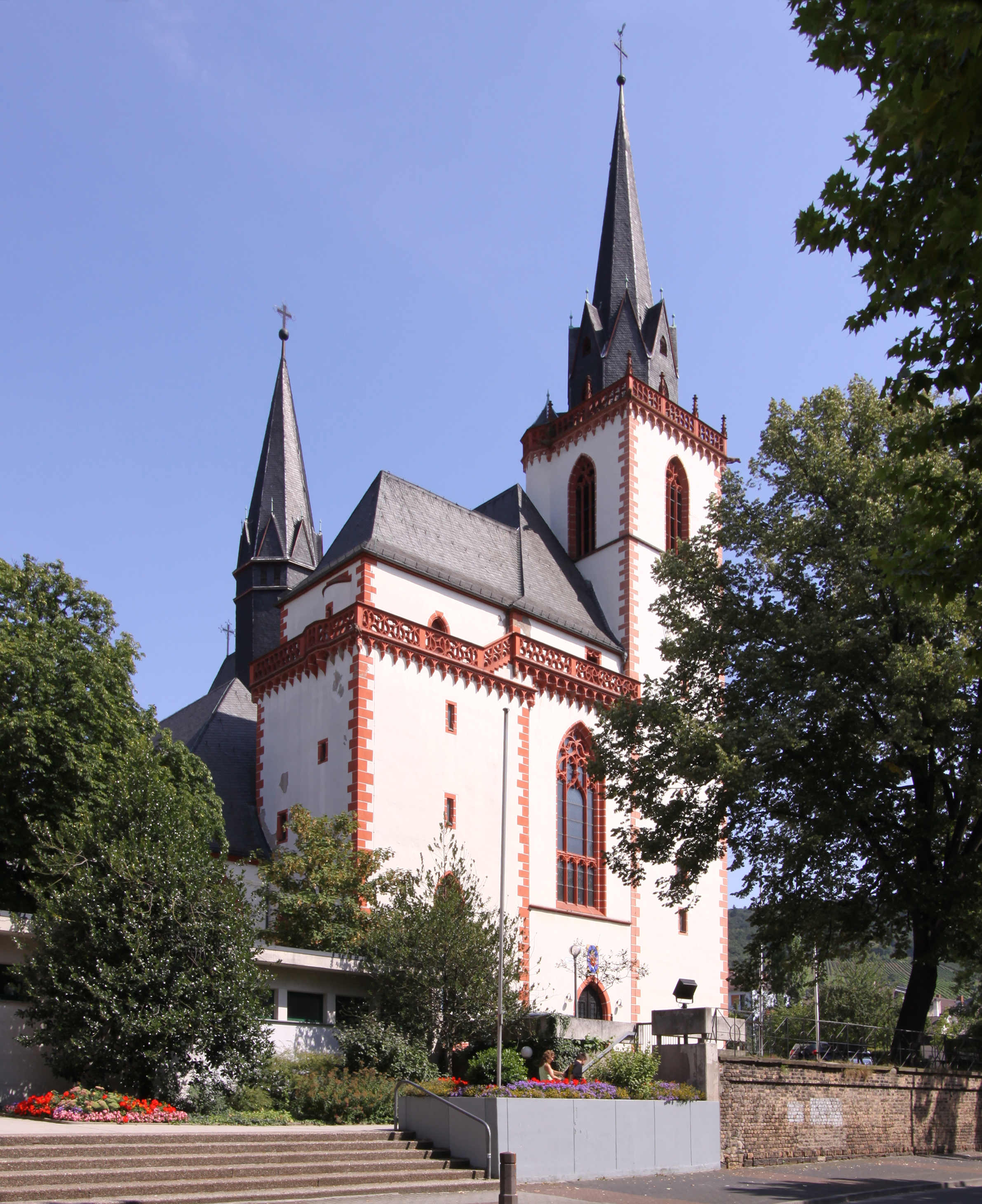
Kirche von Westen

1819 wurden die Stiftsgebäude abgebrochen. Bei der umfangreichen Restaurierung durch Max Meckel (Limburg) kamen die Kapellen am südlichen Seitenschiff, die Sakristei und die Maßwerkgalerien an den Türmen (der linke wurde nie vollendet) hinzu.
Papst Pius XI. erhob die Kirche am 1. April 1930 mit dem Apostolischen Schreiben Moguntinae dioecesis zur Basilica minor. Nach schweren Beschädigungen im Zweiten Weltkrieg erfolgte bis 1958 der Wiederaufbau. Im Jahr 2006 feierte die Gemeinde von St. Martin am 3. Oktober die 1000-jährige Erwähnung ihres Gotteshauses mit einem großen Fest rund um die Kirche.

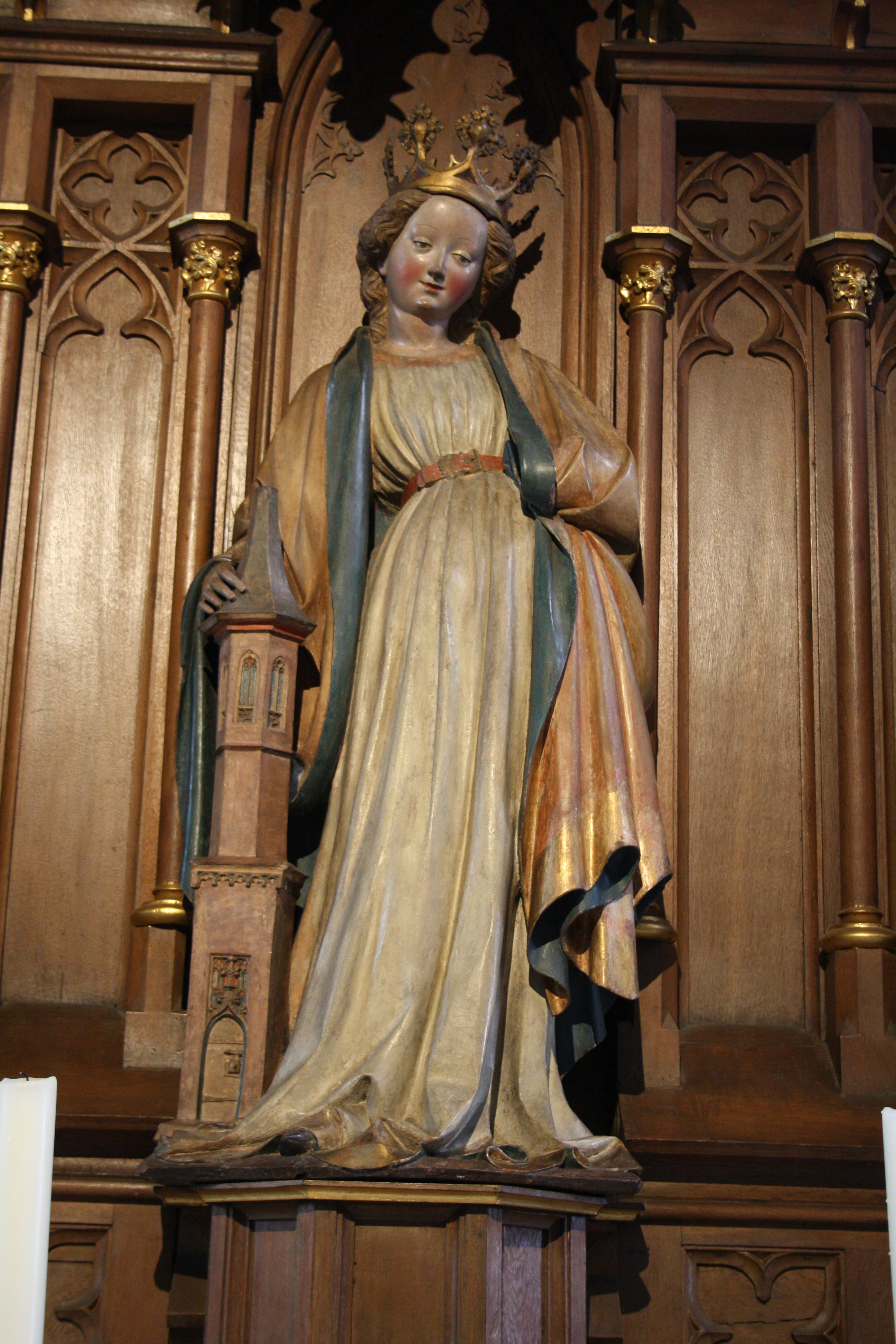
Hl. Barbara. Tonplastik aus dem 1. Viertel des 15. Jahrhunderts im sogenannten Weichen Stil

## Ausstattung
- Krypta, wohl aus dem dritten Viertel des 11. Jahrhunderts
- Thronende Madonna im Barbarabau, entstanden um 1320
- Zwei Tonskulpturen der heiligen Barbara und Katharina aus dem frühen 15. Jahrhundert
- Niederländischer Marienaltar mit fünf Gemälden des Antonius van Montfoort, genannt „Blocklandt“ (1579)
- Barocke Kanzel, signiert mit P.M. 1681
- Barocker Hochaltar (Ziborienaltar) des Mainzer Hofbildhauers Peter Heinrich Henke, gestiftet 1768, nach einem Entwurf des Architekten Johann Peter Jäger[7]
- Glasgemälde schuf Otto Linnemann aus Frankfurt

## Orgel
Die bis 2015 genutzte Orgel in St. Martin wurde 1971 durch den Orgelbauer Paul Ott (Göttingen) erbaut. Die Geschichte der Orgeln reicht aber weit zurück, bis in das Jahr 1508. Im Laufe der Zeit kam es zu mehreren Neubauten. Die Orgel von 1971 hatte 46 Register (Schleifladen) auf vier Manualen und Pedal. Die Spieltrakturen waren mechanisch, die Registertrakturen elektrisch. 1995 wurde das Instrument überarbeitet und mit einer elektronischen Setzeranlage ausgestattet.
| I Rückpositiv C–g3 |       |
| Rohrgedackt        | 8′    |
| Prinzipal          | 4′    |
| Spillflöte         | 4′    |
| Oktave             | 2′    |
| Sifflet            | 1 ⁄3′ |
| Sesquialtera II    | 2 ⁄3′ |
| Scharf V           | 1′    |
| Krummhorn          | 8′    |
| Tremulant          |       |

| II Hauptwerk C–g3 |       |
| Pommer            | 16′   |
| Prinzipal         | 8′    |
| Spitzflöte        | 8′    |
| Oktave            | 4′    |
| Querflöte         | 4′    |
| Quinte            | 2 ⁄3′ |
| Oktave            | 2′    |
| Mixtur VI         | 1 ⁄3′ |
| Trompete          | 8′    |

| III Oberwerk C–g3 |        |
| Holzflöte         | 8′     |
| Quintade          | 8′     |
| Prinzipal         | 4′     |
| Rohrflöte         | 4′     |
| Nasat             | 2 ⁄3′  |
| Hohlflöte         | 2′     |
| Terz              | 1 3⁄5′ |
| Oktave            | 1′     |
| Prinzipalmixtur V | 2′     |
| Dulzian           | 16′    |
| Schalmei          | 4′     |

| IV Schwellwerk C–g3 |      |
| Musizier-Gedackt    | 8′   |
| Gemsrohrpommer      | 4′   |
| Blockflöte          | 2′   |
| Prinzipal           | 2′   |
| Terzzimbel III      | 1⁄4′ |
| Rankett             | 16′  |
| Regal               | 8′   |

| Pedal C–f1      |     |
| Prinzipal       | 16′ |
| Subbaß          | 16′ |
| Oktave          | 8′  |
| Gemshorn        | 8′  |
| Oktave          | 4′  |
| Nachthorn       | 2′  |
| Rauschpfeife II |     |
| Mixtur IV       | 2′  |
| Posaune         | 16′ |
| Trompete        | 8′  |
| Trompete        | 4′  |

- Koppeln: I/II, III/II, IV/II, IV/III, I/P, II/P, III/P, IV/P
- Spielhilfen: freie Kombinationen, feste Kombinationen (Pleno, Tutti), Auslöser, Zungenabsteller, 650-fache Setzeranlage

Diese Orgel musste 2015 aufgrund technischer Schäden am Instrument abgebaut werden. Seitdem wird Geld für die Anschaffung einer neuen Orgel gesammelt.

## Glocken
Für die St.-Martins-Kirche in Bingen sowie die St.-Rochus-Kapelle lieferte die Glockengießerei Otto aus Hemelingen/Bremen im Jahr 1895 insgesamt elf Bronzeglocken, sechs für St. Martin, vier für die Rochus-Kapelle. Alle Glocken fielen den Glockenbeschlagnahmungen der beiden Weltkriege zum Opfer. Heute verfügt die Martinskirche über sechs Glocken, wovon fünf von der Glockengießerei Friedrich Wilhelm Schilling im Jahr 1955 gegossen wurden. Der Gießer der historischen Marienglocke aus dem Jahr 1404 (Nr. 5) ist unbekannt.
| Nr. | Name            | Schlagton | Gussjahr | Masse   | Durchmesser | Inschrift |
| --- | --------------- | --------- | -------- | ------- | ----------- | --- |
| 1   | St. Martinus    | a0        | 1955     | 4758 kg | 1892 mm     | Sacerdos Dei, Martine, pastor egregie, ora pro nobis Deum ! (Priester Gottes, Sankt Martinus, erlauchter Hirte, bitte für uns bei Gott!) |
| 2   | St. Hildegardis | c1        | 1955     | 2665 kg | 1568 mm     | Salve, St. Hildegardis, nostra tu gloria, exemplar es quae virginum, audi benigna supplices tibi canentes canticum! (Sei gegrüßt, Sankt Hildegard, due unser Ruhm, Vorbild der Jungfrauen, hör gnädig auf das Flehen derer, die Dir das Loblied singen!) |
| 3   | St. Josef       | d1        | 1955     | 1829 kg | 1384 mm     | Ecce fidelis servus et prudens, quem constituit Dominus super familiam suam. (Dies ist der treue und kluge Knecht, den der Herr über seine Familie setzte.)                                                                                              |
| 4   | St. Rupertus    | f1        | 1955     | 1329 kg | 1248 mm     | O gloriose Ruperte, qui in flore aetatis tuae tenerae produxisti odorem caelestis gratiae, intercede pro nobis! (Glorreicher Heiliger Rupertus, der du schon in Deiner frühen Jugend den Wohlgeruch himmlischer Gnaden erworben hast, bitte für uns!)    |
| 5   | St. Maria       | g1        | 1404     | 1233 kg | 1203 mm     | Ave Maria, gratia plena, Dominus tecum MCCCCIIII (Gegrüßet seist du Maria, voll der Gnaden, der Herr ist mit dir. 1404) |
| 6   | St. Barbara     | a1        | 1955     | 910 kg  | 1078 mm     | A fulgure, peste et belle, libera nos, Sancta Barbara! Ora pro nobis, in hora mortis nostrae, Amen! (Von Blitz, Pest und Krieg, erlöse uns, Heilige Barbara! Bitte für uns in der Todesstunde Amen!)                                                     |